# Escola de Hèlsinki
L'Escola de Hèlsinki és un grup informal d'artistes de la fotografia, que encara hi estudien o que ja es va graduar al departament de Fotografia de la Universitat Aalto a Hèlsinki, Finlàndia. La galeria Taik en es va establir en 1995 per mostrar els seus treballs.